# Bazylika Znalezienia Krzyża Świętego i klasztor Franciszkanów Konwentualnych w Kalwarii Pacławskiej
Bazylika Znalezienia Krzyża Świętego i klasztor Franciszkanów (OFMConv.) w Kalwarii Pacławskiej (łac. Basilica Inventionis Sanctae Crucis et monasterium Minorum Conventualium Kalvariae Pacławska) – zespół klasztorny należący do Prowincji św. Antoniego z Padwy i bł. Jakuba Strzemię Zakonu Braci Mniejszych Konwentualnych w Krakowie. Zespół obejmuje bazylikę, klasztor, Dom Pielgrzyma, murowaną dzwonnicę, neogotycką kaplicę grobową Tyszkowskich z 1906 roku, kaplicę św. Anny przystosowaną do udzielania komunii św. w czasie uroczystości odpustowych, 41 kaplic dróżkowych oraz pozostałości fortyfikacji bastionowych i fundamenty dawnego klasztoru z XVII wieku. Główne uroczystości odpustowe ku czci Wniebowzięcia NMP trwają od 11 do 15 sierpnia i gromadzą rzesze pielgrzymów.

## Historia
Bazylika pod wezwaniem Znalezienia Krzyża Świętego została wzniesiona w latach 1770–1775 dzięki staraniom Szczepana Józefa Dwernickiego herbu Sas a konsekrowana 29 września 1776 r. Konsekracji dokonał biskup Jakub Walerian Tumanowicz ze Lwowa. Jest to budowla trójnawowa o układzie bazylikowym z transeptem, prezbiterium zamkniętym prostą ścianą i dwuwieżową fasadą. Wyposażenie wnętrza reprezentuje styl późnobarokowy, ambona reprezentuje styl rokokowy, ołtarze boczne powstały w XVIII wieku we lwowskim warsztacie Polejowskich, polichromia o cechach barokowych została wykonana około 1857 roku (odnowiono ją w latach 1972–1973 oraz 2019-2020). W świątyni znajduje się otoczony kultem obraz Matki Bożej Kalwaryjskiej, przeniesiony do Kalwarii Pacławskiej w 1679 roku ze zdobytego przez wojska tureckie Kamieńca Podolskiego. Koronacja obrazu odbyła się 15 sierpnia 1882, a dokonał jej bp Łukasz Solecki (srebrne pozłacane korony do obrazu ufundował Józef Tyszkowski). W tym okresie przez trzynaście lat funkcje administratora parafii i gwardiana klasztoru w Kalwarii Pacławskiej pełnił o. Benigny Chmura, który był inicjatorem koronacji.
Klasztor został wzniesiony w tym samym czasie co kościół. W 1 połowie XIX wieku zostało nadbudowane piętro, kolejne rozbudowy miały miejsce w 2 połowie XIX wieku i na początku XX wieku.
Dom Pielgrzyma powstał w latach 1906–1907, murowana dzwonnica pochodzi z 1878 r., kaplica grobowa Tyszkowskich powstała w latach 1896–1906, a pozostałości fortyfikacji bastionowych powstały pod koniec XVII wieku.
Do początku lat 30. XX wieku klasztor w Kalwarii (tak jak inne franciszkańskie konwenty na Podkarpaciu) podlegał prowincji we Lwowie, a następnie został podporządkowany prowincji w Krakowie.
W maju 1996 po raz pierwszy w Kalwarii Pacławskiej odbyła się kapituła krakowskiej prowincji.
Zespół klasztorny w Kalwarii Pacławskiej zyskał przydomek przemyskiej „Jasnej Góry”.
13 sierpnia 2020 ogłoszony bazyliką mniejszą.

## Zakonnicy i gwardianowie konwentu
Niekompletna lista gwardianów konwentu (klasztoru) franciszkanów w Kalwarii Pacławskiej:
- o. Franciszek Błeszyński (do ok. 1831)[8]
- o. Remigiusz Ziegler (od ok. 1831 do ok. 1832)[9]
- o. Ignacy Ogorzelski (od ok. 1832 do ok. 1834)[10]
- o. Apoloniusz Koguc (od ok. 1834 do ok. 1838)[11]
- o. Hieronim Głód (od ok. 1838 do ok. 1845)[12]
- o. Karol Burdziński (od ok. 1845 do ok. 1858)[13]
- o. Innocenty Nycz (od ok. 1858 do ok. 1867)[14]
- o. Karol Burdziński (od ok. 1867 do ok. 1871)[15]
- o. Edmund Pawlik (od ok. 1871 do ok. 1875)[16]
- o. Innocenty Nycz (od ok. 1875 do ok. 1879)[17]
- o. Tomasz Zakrzewski (od ok. 1879 do ok. 1880)[18]
- o. Benigny Chmura (komisarz od ok. 1880[19], gwardian od ok. 1881 do 1892)[20]
- o. Alfons Ptaszek (od 1892 do ok. 1899)[21]
- o. Kasjan Serwin (od 1899 do ok. 1901)[22]
- o. Władysław Fabiański (od ok. 1901 do ok. 1902)[23]
- o. Ferdynand Świerczyński (od 1902 do ok. 1908)[24]
- o. Karol Olbrycht (od ok. 1908 do ok. 1911)[25]
- o. Alojzy Karwacki (od ok. 1911)[26]
- o. Kazimierz Siemaszkiewicz (lata 20.)[27]
- o. Hugo Czyż (lata 20./30.)[28]
- o. Apolinary Uchman (lata 30.)[29]
- o. Tadeusz Zając (od 1984)[30]
- o. Jan Szpyt[31]

Wewnątrz świątyni został pochowany czcigodny sługa Boży o. Wenanty Katarzyniec (1889–1921).
Przy wejściu do kościoła została ustanowiona tablica pamiątkowa z inskrypcją: „W tym klasztorze w 1928 r. przebywał św. Maksymilian Maria Kolbe”.
Od 1993 do 1998 spowiednikiem w kościele był o. Ludwik Szetela.